# Лущики (Мядельський район)
Лущики (біл. вёска Лушчікі) — село в складі Мядельського району Мінської області, Білорусь. Село підпорядковане Свірській сільській раді, розташоване в північній частині області.